# 小行星1377
小行星1377（1377 Roberbauxa）是一颗围绕太阳公转的小行星。1936年2月14日，路易·博耶在阿尔及尔发现了此天体。
該小行星以發現者的童年好友羅伯特·鮑克斯（Robert Baux）命名。
这颗小行星的绝对星等为356.40262等。